# Амвросий (Морев)
Епископ Амвросий (в миру Алексей Иванович Морев; 1785, Бежецкий уезд, Тверская губерния — 15 (27) октября 1854, Пенза) — епископ Русской православной церкви, епископ Пензенский и Саранский.

## Биография
Родился в 1783 году в семье сельского священника Бежецкого уезда Тверской губернии.
Образование получил в Тверской духовной семинарии, затем в Александро-Невской духовной академии. В 1806 году пострижен в монашество. Академию окончил в 1807 году со степенью кандидата богословия и был оставлен репетитором в младших классах.
С 16 августа 1813 года — префект, с августа 1814 — профессор философии и инспектор Новгородской духовной семинарии.
7 марта 1816 года возведён в сан архимандрита Новгородского Антониева монастыря.
С 23 января 1822 года — ректор Орловской духовной семинарии и настоятель Брянского петропавловского монастыря.
17 июня 1823 года хиротонисан во епископа Оренбургского и Уфимского.

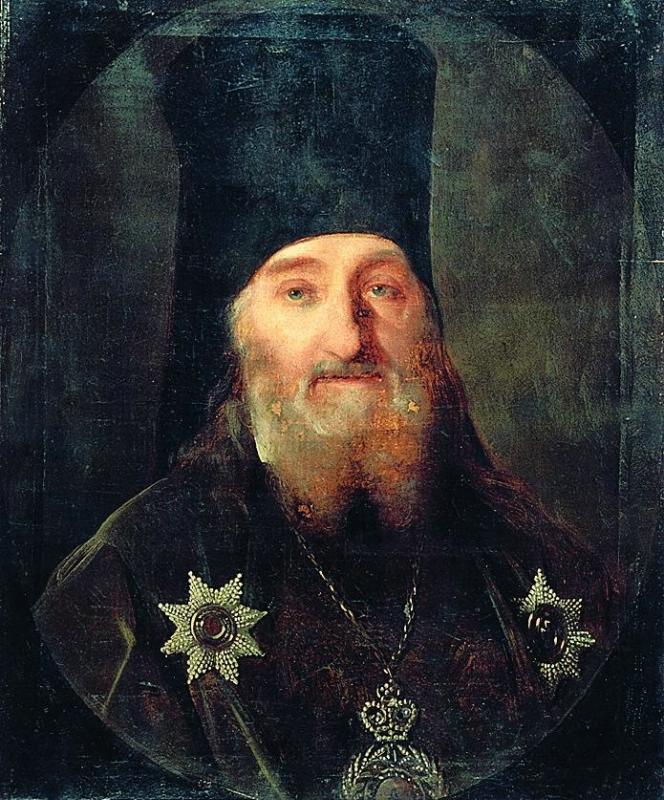
Портрет 1844 г.

Во время пребывания в Уфе преосвященный Амвросий построил каменные здания для консистории, епископского дома и семинарии. За ходом строительства следил он сам. При нём было открыто попечительство о бедных духовного звания, основан в 1827 году Мироносицкий женский монастырь. В 1826 году организована первая в Уфимской епархии женская община в селе Ветьках Мензелинского уезда — в 1832 году она была переведена в Уфу и послужила основанием Благовещенского монастыря. При епископе Амвросии началась усиленная борьба с расколом и была открыта первая единоверческая церковь в Оренбургской губернии. Большое внимание преосвященный Амвросий уделял образованию духовенства. Он усиленно привлекал детей уральского духовенства к получению образования. Епископ Амвросий дал указание священникам, имеющим образование, обязательно произносить проповеди в воскресные и праздничные дни.
1 декабря 1828 года переведён в Волынскую епархию.
В период его служения на Волыни в лоно Православной Церкви были возвращены Почаевский монастырь, Белостокский монастырь и несколько храмов Волынской епархии. Преосвященный Амвросий Противодействовал прозелитизму униатов в Дубенском повете.
С 1 февраля 1832 года — епископ Нижегородский.
На новой кафедре он благоустроил Городецкий Феодоровский монастырь, учредил единоверческий женский монастырь в Василёвой (Васильевой) слободе.
Имел неуравновешенный характер. Когда обер-прокурор Святейшего Синода С. Д. Нечаев предписал епархиальным архиереям строго разобраться в наличном составе приходских дьяконов, епископ Амвросий без всякого следствия подверг высшей мере наказания, то есть исключению из духовного звания, многих дьяконов, даже совершенно не замешанных ни в каком предосудительном деле. Синод нашёл действия Нижегородского архиерея несправедливыми и отменил некоторые из его распоряжений. Но преосвященный Амвросий, позволив себе неуместные суждения и выражения о синодальном постановлении, прислал в Синод формальные обвинения наказанных им дьяконов. Обер-прокурор признал необходимым «вразумить» провинившегося архиерея и перевести его с понижением в «третьего классу низшей степени» епархию. 19 января 1835 года он был переведён в Пензенскую епархию под секретный надзор полиции.
В 1836 году разгорелся новый конфликт: Синод «признал предосудительным и весьма вредным для управления епархией» неоднократные случаи назначения Амвросием на епархиальные должности своих родственников.
Скончался 15 октября 1854 года в Пензе.